# Елизавета де Вермандуа
Елизавета де Вермандуа (фр. Élisabeth de Vermandois; 1143 — 28 марта 1183, Аррас) — представительница второго дома Вермандуа (ветви Капетингов), графиня Вермандуа и Валуа (1167—1183), первая жена графа Фландрии Филиппа Эльзасского.

## Биография
Елизавета была старшей дочерью внука короля Генриха I Рауля I де Вермандуа и его второй жены Петрониллы Аквитанской, дочери герцога Аквитании Гильома X. В 1159 году Елизавета вышла замуж за Филиппа Эльзасского, сына и наследника графа Фландрии Тьерри Эльзасского.
В 1167 году бездетный брат Елизаветы, Рауль II де Вермандуа, по одной версии умер, по другой — удалился в монастырь. Его владения, графства Вермандуа и Валуа, унаследовали Елизавета и её муж Филипп. В следующем году умер Тьерри Эльзасский, и Филипп стал графом Фландрии. Однако семейная жизнь графской четы не была удачной. У них не было детей, а в 1175 году Филипп обвинил жену в измене. Король Людовик VII объявил Филиппа полноправным хозяином владений Елизаветы.
В 1177 году Филипп покинул жену и отправился в Святую Землю, назначив своими наследниками сестру Маргариту, вдову Рауля II де Вермандуа, и её второго мужа Бодуэна V, графа Эно.
Елизавета умерла 28 марта 1183 года, после чего разгорелся конфликт за её наследство между Филиппом Эльзасским и младшей сестрой Елизаветы, Элеонорой де Вермандуа, на стороне которой выступил король Филипп II Август.